# Helmut Martin Rieger
Helmut Martin Rieger (ur. 16 października 1943 w Grazu) – niemiecki polityk, politolog i nauczyciel akademicki, od 1980 do 1984 poseł do Parlamentu Europejskiego.

## Życiorys
W latach 1963–1968 odbywał studia z historii, literaturoznawstwa i politologii na uniwersytetach w Grazu, Wiedniu i Heidelbergu, kończąc je doktoratem w 1968. W latach 1968–1970 kształcił się w Akademii Dyplomatycznej w Wiedniu. Pracował później w koncernie Robert Bosch GmbH oraz w Instytucie Polityki i Współpracy Europejskiej (IPEZ) w Bad Salzuflen, którym od 1978 kierował. Opublikował książki poświęcone polityce unijnej.
Zaangażował się w działalność polityczną w ramach Socjaldemokratycznej Partii Niemiec. Należał do rady gminy w Bad Salzuflen i do lokalnych władz SPD w tej gminie. Kierował także oddziałem Unii Europejskich Federalistów w regionie Lippe. W 1979 kandydował do Parlamentu Europejskiego, mandat objął 13 listopada 1980 w miejsce zmarłego Heinza Schmitta. Przystąpił do frakcji socjalistycznej, należał do Komisji ds. Stosunków Gospodarczych z Zagranicą.